# 小齒鼠屬
小齒鼠屬（学名：Macruromys）为哺乳綱、囓齒目、鼠科的一屬哺乳动物。而與小齒鼠屬（雅小齒鼠）同科的動物尚有非洲潭鼠屬（潭鼠）、滑尾鼠屬（滑尾鼠）、新幾內亞跳鼠屬（新幾內亞跳鼠）、剛毛鼠屬（黃腹剛毛鼠）等之數種哺乳動物。

## 下属物种
本属包括以下物种：
- Macruromys elegans Stein, 1933
- Macruromys major Rümmler, 1935